# Piletocera rotundalis
Piletocera rotundalis là một loài bướm đêm trong họ Crambidae.